# Prora
Prora var et enormt ferieanlæg og badehotel opført af nazisterne på Tysklands største ø Rügen. Anlægget, der ligger  cirka 150 meter fra Østersøen, blev bygget 1936-1939 som en del af Kraft durch Freude (KdF) -programmet. Otte identiske seks-etagers hotelblokke nåede at blive bygget, men aldrig taget i brug. Anlægget er interessant og kan også ses som en forløber for industrialismens masseturisme.
Prora ligger på den lange bugt mellem Sassnitz- og Binz-regionerne nær Prorer Wiek (Wiek er plattysk for: vig), på den smalle hede, som kaldes Prora, som adskiller Jasmunder Bodden fra Østersøen. Bygningerne strækker sig over 4,5 km og ligger ca. 150 m fra kysten. Kysten har en lang sandstrand, som strækker sig fra Binz til færgehavnen. Stranden var derfor et ideelt sted at etablere et badehotel.

## Historie
Prora blev bygget som et badehotel til arbejderklassen under idealet, at alle arbejdere havde ret til en ferie ved stranden. I den forstand er projektet en prototype på den masseturisme, som industrialiseringen generelt set indvarslede, og som fra 1970'erne og frem til begyndelsen af 2000'erne har præget masseturisme: færdige prisbillige feriepakker afviklet via enorme feriehoteller i gigantiske ferieområder.
Hotellet blev designet af kölner-arkitekten Clemens Klotz (1886-1969). Det skulle ifølge planen kunne huse 20.000 feriegæster fordelt på 10.000 værelser à 2,5 x 5 meter – alle med havudsigt. Fremtidige planer var bl.a. at bygge to bølgebassiner, et teater, en biograf, en festsal der kunne rumme alle 20.000 personer på én gang, jernbanestationer og en stor havn, hvor krydstogtskibe kunne lægge til.
Clemens Klotz' projekt var holdt i klassisk moderne funktionalistisk stil: Der var lagt vægt på horisontale og vertikale linjer, enkelhed, brugsorientering, lave omkostninger, altsammen egenskaber, der var i modsætning til Hitlers foretrukne arkitektoniske gigantisme. Omend det godt 4 km lange bygningsværk også i dag tager sig gigantisk ud.
På verdensudstillingen i Paris i 1937 blev planerne for hele projektet udstillet og vandt hovedpræmien (Grand Prix) i arkitektur.
Hvert hotelværelse skulle efter planen bestå af to senge, en armoire (garderobe) og en håndvask. Fællesbad og -toiletter skulle findes på gangen.
I de få år (1936-1939) Prora var under opførelse, blev alle større byggefirmaer i riget involveret i større eller mindre grad. Næsten 9.000 bygningsarbejdere arbejdede i denne tid på byggeriet.
Ved begyndelsen til anden verdenskrig i 1939 gik byggeriet i stå. De otte hotelblokke, teateret og biografen stod som tomme skaller. Badebassinerne og festsalene var endnu ikke bygget. Fra 1943 flyttede flygtninge fra det bomberamte Hamburg ind i en af hotelblokkene. I slutningen af krigen blev bygningerne brugt til at huse kvindelige assistenter for Luftwaffe.
- 1945 overtog den sovjetiske hær kontrollen over området og etablerede en base på Prora.
- I 1950'erne overtog DDRs nationale folkearme NVA området og anlagde en fast base med omkring 8.000 soldater og officerer. Basen bestod indtil 1992
- 1992 overtog forbundshæren kommandoen og kasernen blev nedlagt.
- 1993 blev området offentligt tilgængeligt og 1994 fredet.
- 2010 blev der indrettet et besøgscenter i bygningerne, og der er adgang til historiske udstillinger, der gives rundvisninger osv.
- 2011 blev der indviet et hostel med 100 værelser/400 senge  i blok 5.
- 2016 er luksuslejligheder klar til udlejning